# Tom Keifer
Tom Keifer (né le 26 janvier 1961) est un musicien américain, il est le leader du groupe Cinderella.

## Biographie

### Enfance et adolescence : un musicien précoce
Carl Thomas Keifer est né à Springfield, Pennsylvanie. Il se passionne très jeune pour la musique, en particulier le blues, et apprend maitrise rapidement le maniement de la guitare électrique. Des artistes comme Led Zeppelin, The Rolling Stones, Bad Company, Johnny Winter, Muddy Waters, Little Richard et B.B. King comptent parmi les principales inspirations musicales de Tom Keifer.
Keifer rejoint son premier groupe de rock alors qu'il est au collège. À la même période, il est confronté à l'abus de drogues et d'alcool, un problème très répandu dans l'Amérique des années 1970. Il pense même arrêter les études pour se consacrer à la musique. Néanmoins, sa mère Adrienne parvient à le convaincre de ne pas abandonner en lui promettant une guitare Gibson Les Paul s'il va au bout de ses études. Keifer atteint cet objectif et reçoit l'instrument tant convoité. Il joue dans plusieurs groupes, dont les Saints in Hell, Telepath et Diamonds.

### Début de carrière
Peu à peu, le jeune Tom se libère de ses addictions pour mieux se focaliser sur sa carrière de musicien. Déjà, il fait preuve d'une surprenante capacité à produire des textes originaux, d'une grande maturité. Il se fait un peu d'argent en travaillant dans le milieu des courses hippiques et en livrant des rouleaux de pellicule à des studios. Au début des années 1980, le rêve de Keifer, qui est de devenir un artiste reconnu, commence à prendre forme lorsqu'il fonde le groupe Cinderella avec son camarade et bassiste Eric Bittingham, rencontré dans un bar lors d'une nuit d'Halloween en 1980. En dépit de sa timidité, Tom prend à son compte le rôle du chanteur du groupe car ils sont incapables de trouver un chanteur à leur goût pour occuper ce rôle. Keifer a avoué dans les médias que "Je ne me sens pas confortable dans le rôle de chanteur si je ne suis pas en train de jouer de la guitare en même temps. J'ai l'impression d'être vulnérable quand je suis seul face au micro".

### Découverte et succès
C'est Jon Bon Jovi qui découvre le groupe Cinderella en 1985, à l'Empire Rock Club de Philadelphie. De cette rencontre, Bon Jovi déclare : "J'ai aperçu sur scène Tommy Keifer, il se débrouillait très habilement avec sa voix rauque. Il a alors sorti sa guitare Les Paul et s'est mis à produire des sons stupéfiants. Ce gars-là m'a tout de suite donné l'impression d'être déjà une star." Il recommandera alors le groupe à un de ses contacts, et à ce jour Keifer lui demeure reconnaissant.
Avec Cinderella, Keifer et ses camarades connaitront un grand succès avec leurs albums Night Songs, Long Cold Winter et Heartbreak Station. Keifer est au centre de ce succès car outre le chant et la guitare, il est aussi compétent au piano, aux claviers, au saxophone et à l'harmonica. En outre, guidé par sa passion du blues, c'est lui qui détermine l'orientation musicale du groupe. Il se révèle être un parolier doué avec des hits tels que "Shake Me", "Nobody's Fool", "Gypsy Road" et "Don't Know What You Got", tous écrits par lui. Il passe aussi beaucoup de temps avec Emily, qu'il a épousée en 1987. C'est elle qui a dessiné le logo du groupe et elle accompagne souvent le groupe en tournée.
À partir des années 1990, le groupe connait une nette baisse de popularité et Keifer lui-même est affecté par des problèmes de cordes vocales et de dépression. De plus, sa mère décède des suites d'un cancer. Il est tout de même reconnu comme un des musiciens les plus doués de sa génération, que ce soit pour ses talents de parolier ou de multi-instrumentiste.
À partir de 1998, Cinderella s'est spécialisé dans des tournées, que ce soit aux États-Unis ou dans le monde. Ces tournées permettent au groupe de briller dans ce qu'il fait de mieux, le live. Cinderella a notamment tourné avec les Scorpions et Poison, autre formation de glam metal originaire de Pennsylvanie.
Il sort en 2013 un album solo intitulé "The Way Life Goes"

### Vie personnelle et famille
En 1987, Tom Keifer a épousé Emily, sa petite amie de longue date. Ils ont divorcé dans les années 1990, et le chanteur a épousé Savannah Snow au début des années 2000. De cette union est née un fils, Jaidan, en février 2004.
Il entretient de bons rapports avec les chanteurs Bret Michaels et Jon Bon Jovi. Comme lui, Michaels est originaire de la Pennsylvanie et est le leader et chanteur d'un groupe de glam metal des années 1980, Poison. Quant à Jon Bon Jovi, c'est lui qui a permis à la carrière de Cinderella de décoller en les recommandant à un agent.

## Discographie
- 1986 : Night Songs
- 1988 : Long Cold Winter
- 1990 : Heartbreak Station
- 1991 : Live Train to Heartbreak Station
- 1994 : Still Climbing
- 1997 : Once Upon A...
- 1997 : Looking Back
- 1999 : Live At The Key Club
- 2000 : 20th Century Masters - The Millennium Collection : The Best of Cinderella
- 2004 : In Concert
- 2005 : Rocked, Wired & Bluesed : The Greatest Hits
- 2006 : Extended Versions
- 2006 : Gypsy Road : Live
- 2006 : Gold
- 2008 : Live
- 2013 : The Way Life Goes